# Ursula Hartwieg

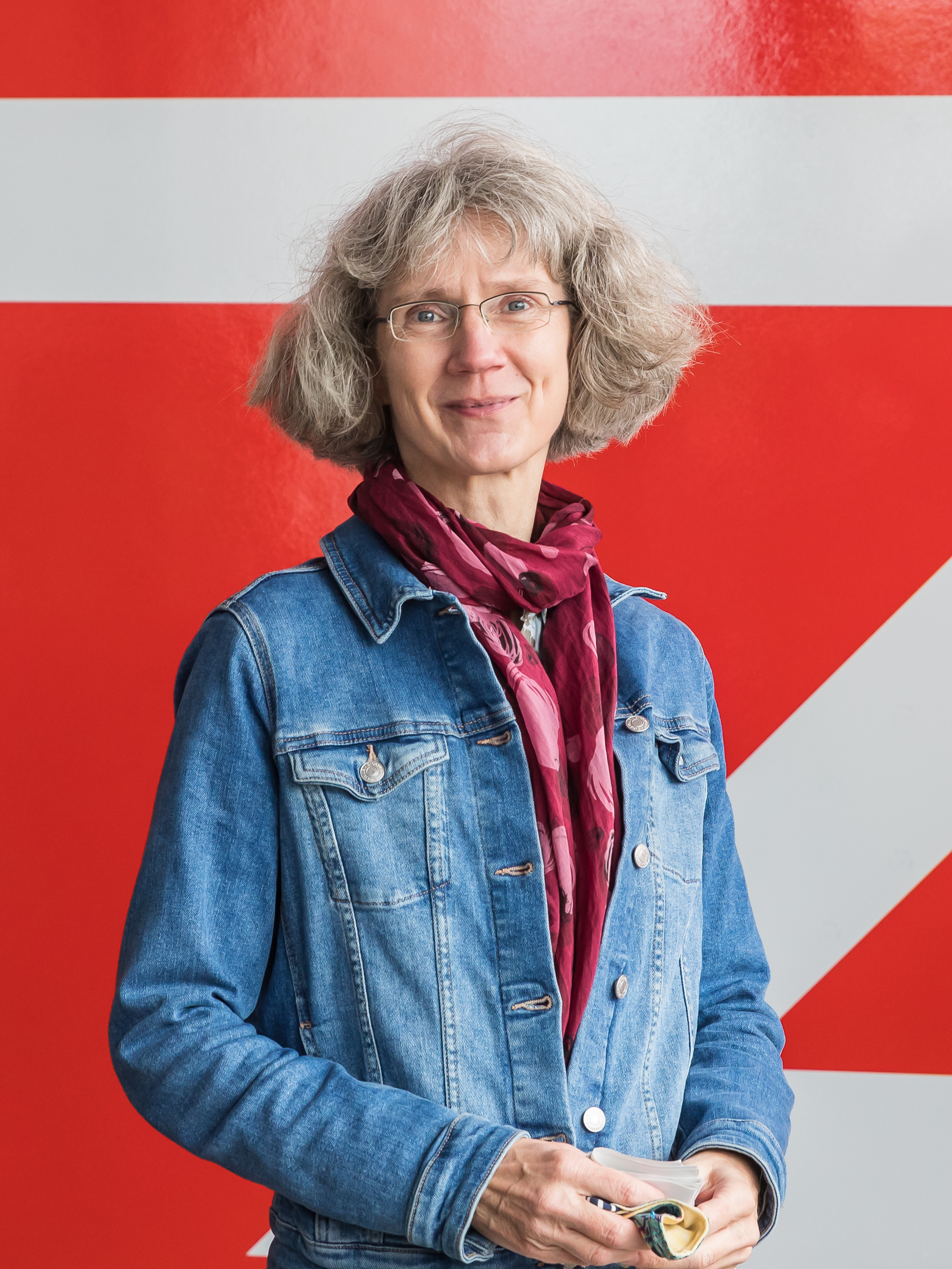
Ursula Hartwieg (2020)

Ursula Hartwieg (* 1965) ist eine deutsche Bibliothekarin mit dem fachlichen Schwerpunkt Bestandserhaltung. Seit 2011 leitet sie die Koordinierungsstelle für die Erhaltung des schriftlichen Kulturguts (KEK). Die KEK wird als Bund-Länder-Projekt von der Beauftragten der Bundesregierung für Kultur und Medien und der Ländergemeinschaft über die Kulturstiftung der Länder gefördert. 

## Leben
Ursula Hartwieg studierte Anglistik, Geschichte und Philosophie an der Universität Münster und hat dort 1997 bei Bernhard Fabian mit einer Arbeit zur Verlags- und Rezeptionsgeschichte von Englischer Literatur promoviert. Als wissenschaftliche Mitarbeiterin war sie über mehrere Jahre in der Redaktion des Handbuchs der historischen Buchbestände tätig. Das Referendariat für den wissenschaftlichen Bibliotheksdienst absolvierte Ursula Hartwieg von 1997 bis 1999 an der Herzog August Bibliothek Wolfenbüttel. Anschließend war sie von 1999 bis 2011 in unterschiedlichen Funktionen in der Staatsbibliothek zu Berlin tätig. Bereits 2010 war sie mit dem Aufbau der Koordinierungsstelle für die Erhaltung des schriftlichen Kulturguts (KEK) betraut, die sie schließlich ab ihrer offiziellen Gründung im Jahr 2011 leitet.
Für das Institut für Bibliotheks- und Informationswissenschaft (IBI) der Humboldt-Universität zu Berlin sowie für die Hochschule für angewandte Wissenschaft und Kunst Hildesheim/Holzminden/Göttingen übernimmt sie regelmäßig Lehraufträge im Bereich Bestandserhaltung.